# Sālūmbar
Sālūmbar är en ort i Indien.   Den ligger i distriktet Udaipur och delstaten Rajasthan, i den centrala delen av landet, 600 km sydväst om huvudstaden New Delhi. Sālūmbar ligger 242 meter över havet och antalet invånare är 16 557.
Terrängen runt Sālūmbar är platt. Runt Sālūmbar är det tätbefolkat, med 297 invånare per kvadratkilometer. Det finns inga andra samhällen i närheten. Trakten runt Sālūmbar består till största delen av jordbruksmark.